# 合租房
合租房、群租房或群租住房是在是一种房屋租赁居住方式。由几个並非親屬、夫婦或情侶的人共同居住于一套住宅内，主要目的为节约大城市紧张而不菲的房租，特别流行于無宿位的大學生和收入不高但不希望與家人同住的單身人士。這種居住方式的人際關係也稱為室友。

## 中国大陆
中国大陆房价过高问题，除了购房困难外，租房亦面临各种问题。在中国城市化的进程中，大中城市亦面临群租所带来的各种社会问题，尤其是在房价高昂的一线城市。

## 其它
共同租住（joint tenancy）則指依照存活者繼承權，在各為同等不分割的情況下，由二人或以上居住及佔用的不動產。